# Глушков, Игорь Львович
Игорь Львович Глушко́в (1911—1997) — Ветеран отечественного парашютизма, воздухоплавания и космонавтики, Почетный ветеран Гвардейских воздушно-десантных войск, лауреат Государственной премии СССР, Заслуженный изобретатель РСФСР, мастер (парашютного) спорта СССР. Инженер-конструктор парашютов.

## Биография
Родился 29 августа 1911 года[по какому календарю?] в Кашине (ныне Тверская область). Образование высшее, окончил Кашинскую профтехшколу, затем — Калязинский механический техникум (1931), а также вечерний Университет марксизма-ленинизма при МГК ВКП(б) — философский факультет в 1949 году.
Был направлен в Москву, на приборный завод, где познакомился с братом М. А. Савицкого — начальника парашютной лаборатории НИИ ВВС. Вскоре, вместе с Савицким Глушков разработал гондольный парашют для стратостата «СССР-1 бис».
И. Л. Глушков, начав с должности инженера, был начальником производственно-технологического и опытно-конструкторского отделов, заместителем главного инженера парашютного завода № 1; с 1941 года — главный инженер завода № 7, начальник Центрального КБ, Главный конструктор комбината парашютно-десантного имущества. В 1945—19 годах — заместитель начальника отдела парашютной промышленности СССР, в 1955—1970 годах — главный инженер НИИ автоматических устройств.
Имеет 29 авторских свидетельств на изобретения. В начале 1940-х годов им была предложена конструкция стабилизатора для использования с имевшимися тогда парашютами. Тогда же было получено авторское свидетельство на крестообразный тормозной парашют.
И. Л. Глушков — один из соавторов спортивного парашюта Т-2, с которым советские спортсмены завоевали десятки мировых рекордов, выиграли многие международные соревнования.
И. Л. Глушков много лет возглавлял научно-технический комитет Федерации парашютного спорта СССР. В 1955 году им был подготовлено (совместно с В. И. Ровниным) учебное пособие для строевых частей и училищ ВВС «Устройство и эксплуатация парашютов».

## Деятельность

### Трудовая деятельность
Трудовую деятельность начал по окончании Калязинского механического техникума в 1931 году на заводе «Физэлектроприбор N4» (г. Москва) помощником главного механика, заведующим техническим отделом Через год, в 1932 году перешёл на находящийся в стадии организации первенец в системе легкой промышленности парашютный завод N1 Наркомлегпрома (НКЛП) СССР и с этого времени посвятил свой труд парашютостроению.
- 1932—1941 начальник производственно-технологического, опытно-конструкторского отделов, заместитель главного инженера завода N1 НКЛП СССР;
- 1941—1942 главный инженер завода № 7 НКЛП СССР;
- V.1942 — VII.1942 начальник Центрального конструкторского бюро (ЦКБ) и главный конструктор комбината парашютно-десантного имущества (ИДИ) НКЛП СССР;
- 1942—1945 старший инженер-конструктор и заместителем начальника производственно-технического отдела треста N1 парашютной промышленности НКЛП СССР;
- 1945—1948 старший инженер-конструктор Главшвейпрома Минлегпрома СССР;
- 1948—1954 начальник отдела парашютной промышленности и заместитель начальника Главшвейпрома по спецпроизводству Минлегпрома СССР;
- 1954—1955 руководитель аэродинамической лаборатории НИИ парашютостроения Минлегпрома СССР;
- 1956—1959 главный инженер, начальник летно-испытательной станции НИИ Парашютостроения Госкомитета Совета Министров СССР по авиационной технике;
- 1959-VII 1983 главный инженер, заместитель начальника НИИ Парашютостроения Минавиапрома СССР,
- VII.1983 — VIII.1986 ведущий инженер бригады 750, старший инженер отдела 15 НИИ Парашютостроения МАП СССР.

### Научная, изобретательская и производственная деятельность
Участник инженерно-технического обеспечения специальной парашютной техникой как экспериментальных полетов советских стратостатов «СССР — 1 бис» (1935 г), «СССР» (1936 г), «СССР-ВР-60 Комсомол» (1939 г) и проведения парашютной подготовки их экипажей, так и экипажей самолетов (АНТ-25 «Родина», АНТ-6) для дальних беспосадочных и межконтинентальных перелетов (1936—1938 г.г.).
Принимал непосредственной участие в обеспечении парашютной техникой объектов ракетного зондирования атмосферы, по освоению космоса, исследованию планет солнечней системы, по созданию ракетно-ядерного щита нашей Родины и различных объектов другого назначения (1947—1983 г.г.).
За 65 лет общей трудовой деятельности, из которых 60 лет в области парашютостроения (где 25 нет в системе легкой промышленности и 35 лет в авиационной) Глушковым И. Л. лично выполнен ряд научно-исследовательских работ, проектных и конструкторских разработок написаны Учебные пособия, опубликованы статьи в журналах и газетах страны.
В период с февраля по август 1933 года им выполняются основные работы по проектированию швейно-монтажного производства и составляется пояснительная записка к проекту капитальной реконструкции завода N1 НКЛП СССР, проводится защита проекта в специальной экспертной комиссии Главшвейпрома НКЛП СССР, после чего проект утверждается руководством наркомата. Работая начальником производственно-технического отдела завода, он принимает непосредственное участие в осуществлении авторского надзора и в решении отдельных вопросов технологии производства, возникающих в процессе строительства и пуска нового парашютного завода-комбината.
В первую неделю начала Великой Отечественной войны в 1941 году, по заданию МГК КПСС Игорь Львович Глушков персонально включается в работу комплексной бригады {ЦАГИ, парашютный завод N1, Опытно-испытательный Воздухоплавательный дивизион (ОИВД) ВВС, Воздухоплавательное управление Главного артиллерийского управления Красной Армии (ВУ ГАУ КА) и ПВО} по повышению эффективности вооружения аэростатов воздушного заграждения (АЗ). Предложенная и разработанная им и испытанная в течение августа-октября 1941 года конструкция системы тормозных-стабилизирующих парашютов типа «ПКП 5» получила одобрение и была внедрена в составе боевого комплекта вооружения тросов АЗ во всех фронтовых подразделениях войск ПВО и имела успешное применение в 1942-45 г.г. при воздушном минировании против налетов авиации противника и крылатых ракет типа «ФАУ-1».
В годы Великой Отечественной войны Игорь Львович Глушков, являясь заместителем главного инженера завода, руководит эвакуацией производственных мощностей Тушинского парашютного завода N1 — комбината НКЛП СССР и развертыванием производства парашютной техники на новых базах (Иваново, Казань Саратов, Ульяновск Ташкент).
С 30 октября 1941 года он назначается сначала главным инженером завода N7 НКЛП СССР, а затем начальником Центрального конструкторского бюро и главным конструктором комбината парашютно-десантного имущества в г. Ташкенте.
В декабре 1941 года приказом НКЛП СССР предложено приступить к восстановлению на полную мощность эвакуированных в октябре двух заводов: N2 (Москва) с переименованием в завод N9 и завода N1 (Тушино) с переименованием в завод N10 с подчинением Государственному тресту N1 парашютной промышленности НКЛП СССР. Предстояло решать новую проблему по укомплектованию этих заводов оборудованием, кадрами и др.
С июля 1942 года Игорь Львович — в центральном аппарате НКЛП СССР, где в его обязанности опять же входит руководство парашютной промышленностью и опытно-конструкторскими работами ЦКБ комбината ПДИ и КБ при заводе N9.
В течение шести лет работы (1948—1954 г.г.) несмотря на возросший объем работы и ответственности начальника отдела парашютной промышленности и заместителя начальника Главного Управления швейной промышленности по специальному производству Минлегпрома СССР, одновременно ведая вопросами капитального строительства и др. Игорем Львовичем сделан большой личный вклад в развитие производственных мощностей многих швейных фабрик и предприятий по производству парашютов, находящихся в ведении Главшвейлрома. И дальше с 1946 года он, стоя у истоков создания поныне действующего научно-исследовательского института Парашютостроения, на протяжении почти 36 лет лично уделяет особое внимание развитию, а также и его научно-экспериментальной базы: «Северной» — Киржачской и «Южной» — Феодосийской с их пневмо- и летно- испытательными средствами.
Наряду с организацией выполнения текущего плана научно- исследовательских и опытно-конструкторских работ капитального строительства института с его филиалами, он лично обеспечивал отработку, изготовление, испытания и поставку по назначению (по особому графику) изделий космической техники, предусмотренные государственной программой исследования ближнего и дальнего космического пространства. При этом, для обеспечения отработки и испытания этих систем и элементов их конструкции под руководством и при участии И. Л. Глушкова были созданы многие оригинальные испытательные стенды, такие как: «испытательная установка для имитации сноса ветром» (по а.с. 184630); «устройство для статистических испытаний на растяжение элементов конструкций парашютных систем» (по а.с. 970956); гидро-пресс для укладки (запрессовки) парашютных систем в камеру, испытания вертлюгов и др. имели успешное целевое применение. В это же время на базах филиалов института «Северной» и «Южной» И. Л. Глушковым обеспечивалось проведение комплекса парашютной подготовки личного состава первой и последующих групп будущих космонавтов под руководством и наблюдением тренеров учебного центра подготовки ВВС.
Созданный под руководством Игоря Львовича оригинальный наземный стенд — «пневмопушка для испытания объектов техники» (по а.с. 635775) и парашютов на больших скоростях, нашел применение при исследованиях «прочности остекления кабины летчика» практически всех отечественных самолетов.
С 1955 по 1958 год он главный инженер и начальник летно-испытательной станции (ЛИС), а 1959 по 1983 год — главный инженер, заместитель начальника научно-исследовательского института Парашютостроения.
Творческий подход к решению поставленных задач выдвинул И. Л. Глушкова в число передовых изобретателей нашей отрасли промышленности. Им выполнено свыше 80-ти конструкторских разработок, из них 32 (где 5 — пионерских) защищены авторскими свидетельствами на изобретения. Он является автором изобретений по военной, спортивной и другого актуального назначения парашютной технике с высокими технико-экономическими показателями.
Так, впервые в мире были созданы, серийно выпускались и успешно применялись нашими парашютистами спортивные управляемые парашюты (Т-2. Т-4) с «реактивным эффектом» (по а.с. 107813) и с «изменяемой аэродинамикой купола» (ПСН, Д-6 и другие по а.с. 113443), неоднократно принесшие славу нашему Отечеству в соревнованиях на первенство мира, в обновлении 128 спортивных рекордов и получивших высокое международное признание.
Впервые в мире создана серия нового поколения парашютных систем с куполами оригинальной «крестообразной» формы (по а.с. 61479), применение которых только в качестве посадочных тормозных парашютов (ПТП для всех современных самолетов) и для десантирования некоторых военных грузов и техники, позволило получить многомиллионный экономический эффект для народного хозяйства. ПТП изготавливаются серийно уже свыше 60-ти лет!
Разработанные конструкции парашютов:
— с «мягким уголковым отражателем» (по а.с. 16583);
— бесстропные стабилизирующие-тормозные: «ПКП-5у» — для боевого комплекта вооружения тросов аэростатов заграждения при «воздушном минировании» охраняемого пространства средствами ПВО;
— авиабоеприпасов: для авиагранат «АГ-2»; посадочных ракет «ПР-4», «ПР-8»; осветительных авиабомб «САБ-55-15», «САБ-100-55», «ЦОСАБ-100» и другие;
— парашюты десантные: людские «ПД-42», грузовые «ПДК-43», «ПДК-42-1», «ПДК-42-2», «УПДММ-250», «ПДУР», «ПДММ», «ПГП-44» и многие другие имели успешное применение в период Великой Отечественной войны 1941—1945 г.г.
Дивизом Игоря Львовича при разработке новых образцов парашютной техники всегда служит трилемма: «Техничность плюс Технологичность плюс Экономичность» означающая что они должны удовлетворять высокому уровню техники, быть в изготовлении с наименьшими материальными и трудовыми затратами, а в эксплуатации с наименьшей стоимостью применения по назначению.
За создание образцов новой техники труд Глушкова И. Л. отмечен высокими наградами Родины. Он удостоен: 5-ти орденов («Трудового Красного Знамени» — 1940 г., «Красной Звезды» — 1944 г., «Знак почета» — 1945, 1961 и 1982 г.г.) и 8-ми медалей («За оборону Москвы», «За доблестный труд в Великой Отечественной войне 1941—1945 г.г.», «В память 800-летия основания города Москвы», «За доблестный труд в ознаменование 100-летия со дня рождения В. И. Ленина», «Тридцать лет победы в Великой Отечественной войне 1941—1945 г.г.», «Сорок лет победы в Великой Отечественной войне 1941—1945 г.г.», «Пятьдесят лет победы в Великой Отечественной войне 1941—1945 г.г.», «Ветеран труда»); почетных званий: Лауреата Государственной премии СССР (1952 г.), Заслуженный изобретатель РСФСР (1980 г.), «Диплом почета» (1965 г.) и медали (1968 г.) ВДНХ СССР и, кроме того личный вклад Глушкова И. Л. в его разнообразной деятельности отметили:
— в области космонавтики: «За активное творческое участие и большой личный вклад в обеспечение выполнения программ космических исследований СССР» — Центр Подготовки Космонавтов им. Ю. А. Гагарина Дипломом имени Юрия Гагарина (1981 г.), а Федерация Космонавтики СССР — Дипломом Федерации Космонавтики СССР (1986 г.) и многими юбилейными медалями, в числе которых: Ю. А. Гагарина, С. П. Королева, М. В. Келдыша, М. К. Янгеля и др., а Федерация Космонавтики России — медалью маршала авиации И. Н. Кожедуба (1995 г.);
— области парашютизма: Международная авиационная Федерация (ФАИ, Париж, 26.09.1989 г.) присудила почетный Диплом Поля Тиссандье «За разработку более 80 конструкций, являвшихся большим вкладом в развитие парашютизма»; за большой личный вклад в развитие парашютной техники и парашютного спорта Федерация Авиационного спорта СССР (ФАС) — Дипломом им. летчика-космонавта СССР Ю. А. Гагарина (1977 г.) и Дипломом Федерации Авиационного спорта СССР (1983 г.), а также многими грамотами и юбилейными медалями и другими наградами обществ: Осоавиахима, ДОСАВ, ДОСААФ и РОСТО;
— Командующим ВДВ СА 28.02.1974 г. присвоено звание «Почетный ветеран Гвардейских Воздушно-десантных войск Советской Армии».

### Педагогическая деятельность
Одновременно с основной работой и в течение 50-ти лет Глушков И. Л. с 1934 года периодически ведет преподавание и консультации студентов- дипломников в институтах, Воздухшколе и техникумах, в результате чего была подготовлена большая группа инженеров и техников по специальности для работы в области парашютостроения и эксплуатации парашютов.
Так, с сентября 1934 года до июля 1940 года он являлся преподавателем кафедры «Технической эксплуатации воздушных судов» Дирижаблестроительного учебного комбината (ДУК) им К. Э. Циолковского ГВФ и читал лекции в Воздухоплавательной школе при ДУКе двум группам: «пилоты-аэронавты» и «техники» по спецпредмету — «Парашютное дело».
Решая проблему обеспечения кадрами при восстанавливаемых парашютных заводах № 10 и № 9 с конструкторским бюро для оперативного решения специальных заданий для нужд фронта — Глушков И. Л. лично разрабатывает учебные планы и программы по специализации для подготовки на базе контингента старших курсов техникума и института соответственно техников и инженеров по парашютостроению и после положенного утверждения в Главном управлении учебных заведений практически реализует их.
С февраля 1943 года по июль 1944 года состоял преподавателем в Московском техникуме швейной промышленности (Болшево) НКЛП СССР по спецпредметам: «Аэромеханика парашюта», «Конструирование расчет парашютов и их производство» на конструкторском и технологическом отделениях техникума. Руководил преддипломной практикой на парашютных заводах и преддипломным проектированием.
В феврале-июле 1947 года состоял преподавателем Московского технологического института легкой промышленности (МТИЛП) по кафедре Швейное производство, где 1-й опергруппе из студентов старших курсов читает лекции по курсу «Парашютоведение», осуществляет руководство курсовыми проектами, преддипломной практикой и разработкой дипломных проектов по специальности парашютостроение.
В октябре 1949 г. — апреле 1960 г. снова состоит преподавателем МТИЛП, где читает лекции по курсу «Парашютоведение» студентам выпускной 2-й спецгруппы и также осуществляет руководство курсовыми проектами преддипломной практикой и разработкой дипломных проектов по специальности парашютостроение.
19 июля 1949 года на Ученом Совете научно-исследовательского экспериментального института парашютно-десантного снаряжения (НИЭИ ПДС) [ныне НИИ Парашютостроения] с докладом начальника парашютного отдела МЛП СССР Глушкова И. Л. состоялось рассмотрение разработанных им:
— учебного плана по подготовке инженеров парашютостроения при ВУЗ’ах,
— учебного плана и программы по подготовке техников парашютостроигелей при специальных отделениях в техникумах, которые получили одобрение. Управление учебных заведений (УУЗ) министерства утвердило для наших техников специальность «1071». Подготовка техников была развернута при НИЭИ ПДС, заводе N9 и заводе N10, как в филиалах Московского швейного техникума.
В период 1954-60 учебные годы читает лекции по спецпредметам: «Основы теории расчета и конструирования парашютов» и «Технология производства парашютов» для студентов (сотрудников НИИ Парашютостроения) вечернего отделения по парашютостроению (специальность 1071) Московского швейного техникума при заводе N9, был председателем спецпредметной комиссии этого техникума и осуществлял руководство по курсовому и дипломному проектированию.
По отдельным поручениям кафедр «Швейное производство» и «Машины и аппараты легкой промышленности» МТИЛП и Всесоюзного заочного института текстильной и легкой промышленности (ВЗИТИЛП) в период 1960-1980 г.г. осуществлял консультации студентам по дипломному проектированию (спецтематика) и рецензированию дипломных проектов и работ.

### Спортивная и общественная деятельность
Мастер спорта СССР и спортивный судья Республиканской категории Глушков И. Л. — один из старейших ветеранов-зачинателей в ОСОАВИАХИМе и активных продолжателей парашютизма в ДОСААФ СССР (до создания РОСТО), талантливый пропагандист и организатор массовых мероприятий по парашютному спорту, судейству спортивных соревнований и в регистрации установления рекордов, как спортивный комиссар ЦАК СССР им В. П. Чкалова.
Внес большой вклад в подготовку спортсменов-парашютистов высокого международного класса и рекордсменов мира, а также в повышении уровня квалификации начальствующего состава ПДС на проводимых всесоюзных и ведомственных учебно-методических сборах парашютистов.
С организацией в 1933 году при аэродроме Тушино (Московская область) Высшей парашютной школы авиации Центрального Совета ОСОАВИАХИМа СССР и РСФСР, под руководством летчика Я. Д. Мошковского Глушков И.Л начал заниматься парашютным спортом и был одним из активистов при ней.
28 июня 1933 года совершил свой первый прыжок с парашютом (нагрудный знак N46, свидетельство N59 от 02.07.33 г.). В дальнейшем продолжая регулярно заниматься парашютным спортом, он в 1933 году организует и до 1940 года возглавляет Экспериментально-испытательный отряд парашютистов завода N1 НКЛП СССР, который проводил подготовку парашютистов, испытание серийной и опытной продукции заводов, а также принимал участие в показательных прыжках на всех воздушных парадах (с 1933 по 1940 г.г.) в честь Дня воздушного флота и на других массовых показах спортивного мастерства парашютистов-испытателей.
Игорь Львович, являясь одним из первых инструкторов и преподавателей парашютизма, 25 июля 1935 года получил звание и права инструктора парашютного спорта 2-й категории (удостоверение N105, нагрудный знак N203). В общей сложности совершил 173 прыжка с парашютом.
В бытность начальника опытно-конструкторского отдела завода в апреле 1935 года был избран членом Всесоюзного Совета парашютного спорта при Президиуме ЦС ОСОАВИАХИМа и заместителем председателя экспериментально-конструкторской секции (председателем был М А.Савицкий) и около 5 лет возглавлял ее работу.
В период с 1939 по 1949 годы, а в 1959 году в качестве ведущего инженера и преподавателя был участником всех проводимых Всесоюзных, Всеармейских и ведомственных сборов инструкторов и начальствующею состава ПДС, ВВС, ВДВ, авиации ВМФ и ПВО, ОСОАВИАХИМа и Гражданского воздушного флота (ГВФ), готовил и обеспечивай установление его участниками ряда выдающихся мировых рекордов, утверждающих приоритет за нашей Родиной в парашютном спорте.
За личный вклад в развитие парашютизма 15 апреля 1940 года присвоено почетное звание ‘Мастер парашютного спорта СССР" (удостоверение и знак N95) и звание «Спортивный судья Республиканской категории по парашютному спорту» (удостоверение и знак N489 от 19.01.1951 г).
И.Л Глушков принимал активное участие в качестве ведущего инженера в проведенных научно-исследовательских и экспериментальных работах совместно с ГК НИИ ВВС, ПДС авиации ВМФ и авиации ПВО в изучении:
— «влияния перегрузки на организм человека при прыжках с самолета на больших скоростях полета и допустимых ее пределах»;
— «способов вынужденного покидания разных типов современных самолетов»;
— «способов управляемого полета (падения) при затяжных прыжках с больших высот» и др. внес еще больший и весьма ценный вклад в области обогащения практики парашютизма.
В течение почти полувекового периода И. Л. Глушков на общественных началах, работая с 1933 года в организациях ОСОАВИАХИМа, а с 1948 года в ДОСАВ СССР, возглавляет Центральную парашютную секцию при ЦАК СССР им. В. П. Чкалова, а затем и Всесоюзную парашютную секцию при ЦК ДОСААФ СССР, является членом бюро, первым Председателем Всесоюзной коллегии судей по парашютному спорту, председателем научно-технического комитета Федерации Парашютного спорта (ФПС), членом Президиума бюро и Председателем комитета ветеранов советского парашютизма при Федерации Парашютного спорта СССР.
Следует отметить, что Игорь Львович в качестве Главного спортивного судьи является организатором проведения ряда соревнований в честь юбилея ХХ-летия развития отечественного массового парашютного спорта и парашютостроения:
— IV-х юбилейных Всесоюзных соревнований по парашютному спорту (август 1950 года, Москва, Тушино);
— I-х московских городских командных соревнований парашютистов ДОСААФ (сентябрь 1950 года, аэродром «Черное»);
— II-х московских городских соревнований по парашютному спорту ДОСААФ (август 1951 года, аэродром «Крюково»).
По инициативе и при его участии на базе летного подразделения киржачского филиала института по разрешению ЦК ДОСААФ СССР и одобрению руководства МАП СССР, в марте 1964 года на общественных началах был создан авиаспортивный клуб (АСК) «Полет» с парашютным и планерным отделениями. Спортсмены АСК «Полет» уже в первые годы добились внушительных успехов — установили 15 мировых и 6 всесоюзных рекордов при совершении различных индивидуальных и групповых прыжков из стратосферы.
При его участии впервые в стране с одобрения ФПС при ЦК ДОСААФ и поддержке МАП СССР с 31.07 по 05.08.1966 г. на базе АСК «Полет» были проведены первые соревнования на лично-командное первенство авиаспортивных клубов организаций и предприятий Министерства авиационной промышленности СССР.
За активную личную деятельность в области парашютизма и космонавтики Игорь Львович Глушков удостоен многих Дипломов, Почетных грамот, юбилейных знаков и других наград от различных обществ.
Он является лектором общества «Знание» Куйбышевского района города Москвы и Центральною Дома Авиации и Космонавтики (ЦДАиК) им М В. Фрунзе, членом Военно-научною общества при Центральном Доме Российской Армии (ЦДРА) им. М. В. Фрунзе и активно участвует в работе его секции «Авиация и космонавтика».

## Награды и премии
- Сталинская премия второй степени (1952) — за создание образцов новой техники
- мастер спорта СССР по парашютному спорту (1940)
- медаль имени С. П. Королёва